# Льюїс Морган (футболіст)
Льюїс Морган (англ. Lewis Morgan, нар. 30 вересня 1996, Грінок) — шотландський футболіст, півзахисник американського клубу «Нью-Йорк Ред Буллз» та національної збірної Шотландії. Відомий за виступами в низці шотландських та закордонних клубів, зокрема за клуб «Селтік», у складі якого став дворазовим володарем Кубка шотландської ліги.

## Клубна кар'єра
Льюїс Морган народився 1996 року в місті Грінок. Розпочав займатися футболом у школі клубу «Рейнджерс», пізніше перейшов до футбольної школи клубу «Сент-Міррен». У дорослому футболі дебютував 2014 року виступами за команду «Сент-Міррен», в якій грав до 2018 року, в якому разом з командою став переможцем другого шотландського дивізіону.
У 2018 році футболіст дістав запрошення від одного з двох найтитулованіших клубів Шотландії «Селтік», проте не відразу став гравцем основи команди, тому наступного року керівництво клубу відправило Моргана в оренду до англійського клубу «Сандерленд», проте й після повернення з оренди він не отримав місця в основі, й за два роки в команді зіграв лише 14 матчів у чемпіонаті країни, та здобув два титули володаря Кубка шотландської ліги.
У 2020 році Льюїс Морган перейшов до американського клубу «Інтер» (Маямі), у якому грав до кінця 2021 року. З початку 2022 року Морган грає в іншому американському клубі «Нью-Йорк Ред Буллз». Станом на 9 червня 2024 року відіграв за команду з Нью-Йорка 53 матчі в національному чемпіонаті.

## Виступи за збірні
Протягом 2017—2018 років Льюїс Морган залучався до складу молодіжної збірної Шотландії. На молодіжному рівні зіграв у 9 матчах, забив 2 голи.
2018 року Льюїс Морган дебютував у складі національної збірної Шотландії. У 2024 році футболіста включили до заявки національної збірної на чемпіонат Європи з футболу 2024 року.

## Титули і досягнення
- Володар Кубка шотландської ліги (2):

«Селтік»: 2018–2019, 2019–2020